# Що людині треба
«Що людині треба» («Ce-i trebuie omului») — радянський художній фільм 1975 року, знятий режисером Михайлом Ізраїлевим на кіностудії «Молдова-фільм».

## Сюжет
Основна ідея фільму проста: для того, щоб виробництво працювало ефективно, сучасний керівник повинен мати не тільки неабиякі організаторські здібності, а й уміння знайти правильний підхід до кожного працівника.

## У ролях
- Наталія Величко — Анна Дорма
- Катерина Малкочі — Русанда
- Петро Баракчі — Захар Чумак
- Василь Корзун — директор виробництва
- Думітру Фусу — Ботнар
- Юрій Саранцев — Доленко
- Костянтин Адашевський — Юровський
- Євгенія Тудорашку — Капітоліна
- Олена Санько — Ліда
- Ірина Юр'єва — Марчела
- Павло Махотін — Кернер
- Віктор Чутак — роль другого плану
- Євгенія Ботнару — роль другого плану
- Анатолій Горгуль — роль другого плану
- Г. Заволохіна — роль другого плану
- Володимир Зайчук — роль другого плану
- Думітру Карачобану — роль другого плану
- А. Спатарел — роль другого плану
- В. Заволохін — роль другого плану
- Юліан Пислару — робітник
- Владислав Ковальков — батя
- Володимир Пінчук — Печонка
- Григорій Русу — інженер
- Михайло Ісаєв — Сергій

## Знімальна група
- Режисер — Михайло Ізраїлев
- Сценарист — Олександр Молдавський
- Оператор — Дмитро Моторний
- Композитор — Костянтин Павлюк
- Художник — Антон Матер